# کارخانه قند تربت‌حیدریه
کارخانۀ قند تربت‌حیدریه، در سال ۱۳۲۹ش. توسط شرکت اشکودا تأسیس شد. این کارخانه دومین کارخانۀ قند در خراسان بود که در دورۀ پهلوی اول راه‌اندازی شد. در ابتدا ظرفیت تولید این کارخانه ۷۰۰ تن چغندرقند بود، و طی دو مرحله توسعه یافت و به ظرفیت روزانه ۳۰۰۰۰ تن در روز رسید.
تصفیه‌خانۀ این کارخانه برای تولید هشتاد درصد قند کله طراحی شده است. همچنین این کارخانه مجهز به دستگاه تفاله‌خشک‌کن است که حدود ۵۰% تفالۀ چغندرقند را برای مصرف دام، فرآوری می‌کند. ظرفیت این کارخانه در سال ۱۳۴۹ش. با اعتباری در حدود ۱۵۰ میلیون ریال، به ۱۲۰۰ تن چغندر در روز رسید. از پائیز ۱۳۵۰ش. نیز با اختصاص ۱۰۰ میلیون ریال دیگر از بودجۀ برنامۀ چهارم، ظرفیت کارخانه به ۱۵۰۰ تن چغندرقند در روز افزایش یافت.
کارخانه قند تربت‌حیدریه در سال ۱۳۵۱ش. در اجرای فروش کارخانه‌های دولتی، به شرکت سهامی خاص تبدیل شد، در سال ۱۳۸۲ش. به استناد مجمع عمومی فوق‌العاده صاحبان سهام، به شرکت سهامی عام تبدیل شد. در حال حاضر با نماد قتربت در بازار زرد پایه فرابورس قرار دارد.
طبق اطلاعات بازار زرد شرکت فرابورس ایران تا تیر ماه ۱۴۰۲. آستان قدس رضوی دارندۀ ۴۵۱.۸۸۹ میلیون برگه سهام این شرکت (معاف از مالیات) است که معادل ۹۰.۳۷ درصد و صندوق سرمایه گذاری‌ا.ب.آرمان اندیش دارنده ۶.۲۲۸ میلیون برگه سهام معادل ۱.۲۴ درصد از کل سهام هستند.